# Pellefigue
Pellefigue är en kommun i departementet Gers i regionen Occitanien i sydvästra Frankrike. Kommunen ligger i kantonen Lombez som tillhör arrondissementet Auch. År 2022 hade Pellefigue 107 invånare.

## Befolkningsutveckling
Antalet invånare i kommunen Pellefigue
Referens:INSEE